# Rise of Nations
Rise of Nations је стратегијска рачунарска игра развијена од стране Big Huge Games, а коју је издао Мајкрософт 20. маја 2003. године. Развојни тим игре је био под вођством Brian Reynolds, који је радио и на играма Civilization II и Sid Meier's Alpha Centauri. На великој мапи света која је подељена на више територија, игра се као потезна стратегија, док се, да би се освајале територије или браниле, игра као стратегија у реалном времену. У игри Rise of Nations постоје 18 цивилизација којима се може играти у 8 епоха светске историје.